# 阿伐库单抗
阿伐库单抗（INN：Ascrinvacumab；开发代号：PF-03446962），或译阿伐苏单抗，是一种单克隆抗体，设计用于治疗肝细胞癌。该药物由辉瑞公司开发。